# Tholin
Tholiny jsou skupina heteropolymerních organických sloučenin vznikajících při ozařování směsi dusíku a jednoduchých organických sloučenin (methan, ethan atp.) slunečním ultrafialovým zářením. Jejich přirozený vznik na Zemi není v současnosti pozorován, protože by docházelo k jejich oxidaci díky kyslíku v atmosféře. Výskyt tholinů však byl zjištěn na některých tělesech vnější Sluneční soustavy – např. na měsíci Titanu nebo trpasličí planetě Plutu.

## Tvorba

Schéma tvorby tholinů v atmosféře Titanu

Vznik tholinů popsal astronom Carl Sagan při provádění experimentu, který simuloval možné reakce v atmosféře Saturnova měsíce Titanu. Při experimentu vznikala obtížně definovatelná směs organických sloučenin, kterou pojmenoval tholiny. Tholin tak není jedna konkrétní sloučenina, ale směs žlutých, okrových či načervenalých organických látek, často polymerní povahy, jejichž složení (a následně i barva) je závislé na vstupních látkách, úrovni radiace, tlaku a dalších podmínkách. Jak je vidět na schématu, vznik tholinů je iniciován disociací a ionizací molekulárního dusíku a methanu slunečním zářením a energetickými částicemi. Tím vznikají prekurzory jako kyselina kyanovodíková, ethan, acetylen, ethylen a další malé molekuly a ionty. Další reakce vedou ke vzniku benzenu a dalších těžších a polymerních látek vedoucích ke tvorbě aerosolu, který v atmosféře koaguluje a následně se deponuje na povrchu tělesa.

Příklad možné struktury tholinu

## Výskyt
Jak je uvedeno výše, tvorba tholinů byla poprvé potvrzena při výzkumu atmosféry Titanu. Jejich výskyt je pravděpodobný i na Neptunově měsíci Tritonu, který v atmosféře vedle dusíku obsahuje i stopy methanu.
Tholiny jsou pravděpodobně zodpovědné i za načervenalé zbarvení Pluta a jeho měsíce Charonu (zde hlavně v oblasti pólu). Také detailněji zkoumaná planetka v Kuiperově pásu Arrokoth má dle fotek ze sondy New Horizons červený povrch, což se opět přisuzuje výskytu tholinů.
Astronomové pozorovali organické molekuly také v červeném protoplanetárním disku u hvězdy HR 4796A vzdálené od Země cca 220 světelných let. Ze spektrálních analýz určili, že červené zbarvení disku způsobují pravděpodobně tholiny a nikoliv jiné látky jako např. oxid železitý.

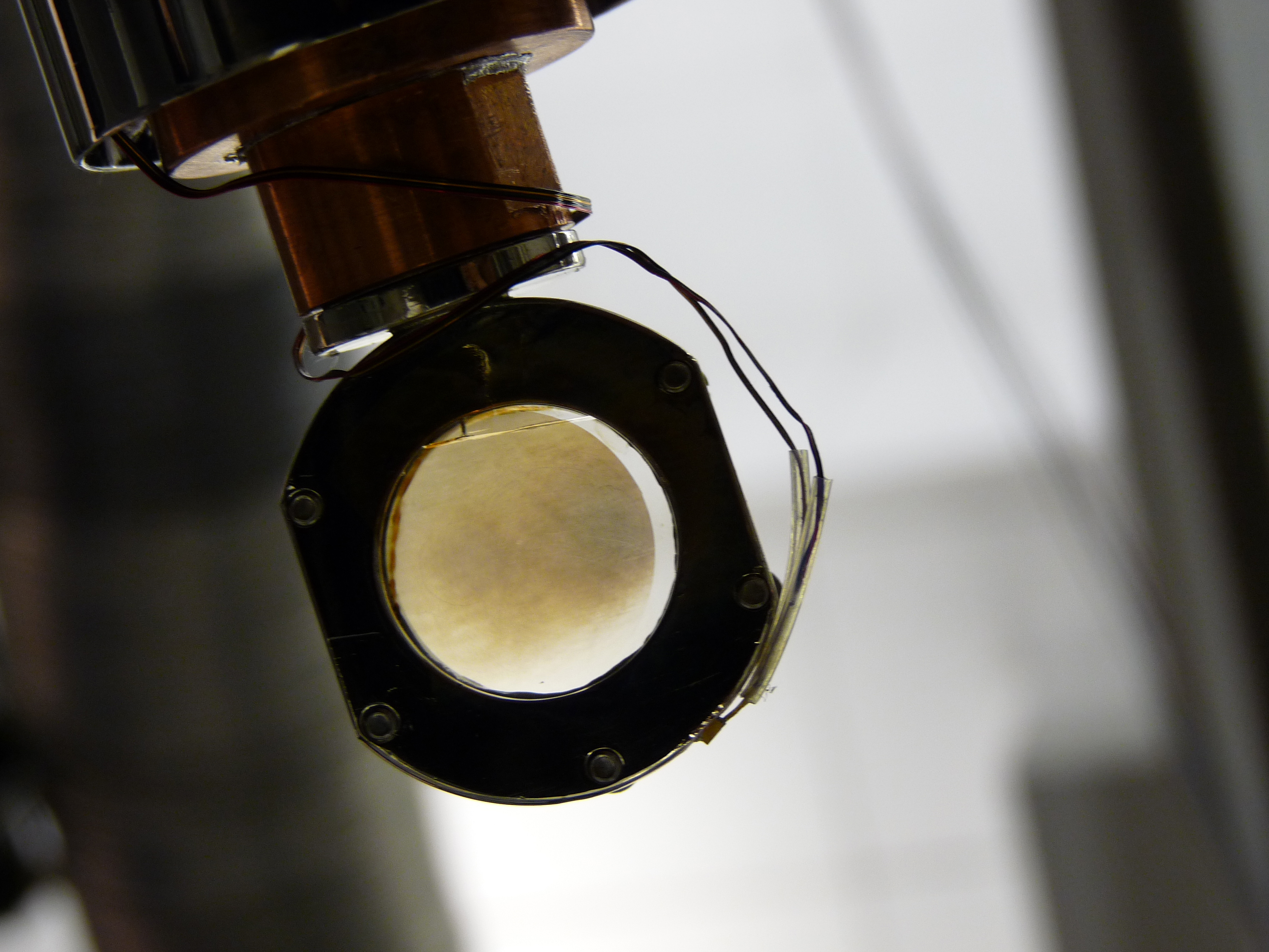
Laboratorní experiment simulující atmosféru Titanu a vznik tholinu